# Masacre de Uribana
El 25 de enero de 2013 ocurrió un motín carcelario en Uribana de la ciudad venezolana de Barquisimeto, capital del estado Lara. Los informes extraoficiales indicaban que por lo menos 63 personas murieron y que más de 120 resultaron heridas.

## Antecedentes
Meses antes de la requisa la ministra Iris Varela anunció que se realizaría una requisa en la cárcel de Uribana, alegando que era "necesaria", al mismo tiempo suspende las visitas hasta nuevo aviso. Así mismo, la noche anterior al motín, el representante de la Cárcel de Uribana ante el Ministerio, dio declaraciones a los medios, informando que habría una requisa en dicha penal. Las últimas declaraciones fueron publicadas por medios privados el día 24 de enero.

## Sucesos
El día 25 de enero del 2013, a las 09:00 (hora local), funcionarios del Ministerio para Asuntos Penitenciarios ingresaron a la cárcel de Uribana armados, para comenzar la requisa. Horas después trasciende la noticia de que se llevó a cabo un enfrentamiento en la cárcel, tanquetas comenzaron a llegar a las afueras del penal, así como gran cantidad de ambulancias. La noticia entonces obtiene amplia cobertura por parte de los medios del país.
A tempranas horas de la mañana, incluso antes de la requisa, gran cantidad de familiares de los reclusos comenzaron a llegar a las inmediaciones del penal, los cuales eran contenidos (según Iris Varela) por funcionarios del Ministerio. La ministra Iris Varela dio declaraciones ante las cámaras y luego ordenó desalojar al penal, distribuyendo a los reos en múltiples cárceles del país, e informando que dicho penal será rehabilitado y reabierto posteriormente, para ser utilizado como penal femenino.

## Informes oficiales
En una rueda de prensa realizada durante las horas posteriores al suceso, la ministra de los servicios penitenciarios venezolanos Iris Varela dio declaraciones, desmintiendo que hubiera estado presente en la requisa del penal, y culpando a los medios Globovisión y El Impulso por haber anticipado la noticia ante los medios, noticia que fue conocida por los reclusos, quienes poseían servicios privados, como televisión por cable y dispositivos móviles, mediante se percataron de la noticia. Así mismo informó que la requisa se estaba llevando con total normalidad, hasta que un grupo de reclusos abrieron fuego contra los funcionarios lo que devino en la masacre, que dejó un "saldo de 58 muertos".
La ministra luego dio la orden de desalojar el penal e informó que será rehabilitado para ser una institución de reclusión femenina, también dio a conocer que esperan otorgar medida de libertad a 100 presos de dicho penal. Varela lamentó el hecho de que "funcionarios del ministerio" se prestaran para introducir armas al penal a cambio del dinero que ofrecían los reos, introduciéndoles a través de ambulancias, las cuales eran permitidas transitar libremente dentro del penal.

## Declaraciones nacionales
Aunque la ministra afirmaba que la Guardia Nacional Bolivariana no intervino en ningún momento durante la requisa, se pudieron observar a funcionarios con uniformes de dicho cuerpo nacional, custodiando la entrada del penal, y reteniendo a los familiares a las afueras del mismo, al mismo tiempo se observó la presencia de tanquetas en los alrededores del penal, las cuales llegaron pocos minutos después de que se diera a conocer la noticia.
- El que para aquella fecha fuese Vicepresidente de Venezuela, Nicolás Maduro lamentó los hechos ocurridos en el penal, pidiendo a la Fiscal realizar las investigaciones y responsabilizando a Globovisión, así como muchos otros funcionarios del gobierno de Venezuela, que catalogaron el incidente como lamentable y responsabilizaron a Globovisión.

- Varias ONG del país, cuestionaban la veracidad de las declaraciones de la ministra, catalogando el hecho como una masacre, al mismo tiempo, pidieron a la fiscal general de Venezuela, investigar los sucesos, no obstante sin obtener respuesta de dicho ente gubernamental, que no dio declaraciones, en ningún momento sobre los acontecimientos.[4]

- Una gran cantidad de periodistas, catalogaron el hecho como una masacre, y pedían que fueran investigados a fondo los mismos, solicitando al mismo tiempo la renuncia de la ministra por su incapacidad para manejar el Ministerio, alegando que no era la primera vez que ocurrían este tipo de acontecimientos. Dirigentes políticos de la alternativa democrática del país, catalogaron el hecho como lamentable, y pidieron que fuesen investigados.

- Diputados de la alternativa democrática en la Asamblea Nacional de Venezuela introdujeron su petición ante la directiva de la Asamblea, para solicitar que se realizaran las investigaciones competentes, y pidiendo un minuto de silencio por los fallecidos durante dicha requisa. Las peticiones fueron rechazadas por el director de la Asamblea Diosdado Cabello respondiendo ante la Asamblea a los diputados opositores que "dejaran el show".[5]

- El Canciller Elías Jaua solo dio declaraciones dirigidas a la ONU, alegando que la sentencia de la Organización Mundial de los Derechos Humanos fueron "apresuradas" sobre Uribana.[6]

- El Observatorio Venezolano de Prisiones, desmintió a la ministra de Asuntos Penitenciarios, afirmando que la cifra de muertos asciende a 63.[7]

- Globovisión respondió a las declaraciones de la ministra presentando a través de sus pantallas, el momento en el que el representante del penal dio a conocer que se realizaría una requisa. Así mismo, a través de una carta, cuestionó el hecho de que los reos solo podrían obtener acceso a dicha información, si dentro de los penales se permitiera el uso de servicios privados, tales como televisión satelital, e internet, a lo cual, en una rueda de prensa ofrecida días después, la ministra respondió, afirmando que dentro del penal eran utilizados dichos servicios, aun cuando éstos estaban prohibidos.

## Opiniones internacionales
El papa Benedicto XVI lamentó los hechos ocurridos en la cárcel Venezolana y rezó por el eterno descanso de los fallecidos, así mismo transmitió sus condolencias a los familiares y pidió a los entes gubernamentales, que continuaran con su labor con "espíritu de colaboración y buena voluntad" para así evitar que este tipo de acontecimientos ocurriesen de nuevo.
La Corte Interamericana de Derechos Humanos deploró la muerte violenta de los reclusos, e informó que veía con preocupación las declaraciones de los funcionarios públicos, que culpaban a los medios de comunicación por dar información, que había sido proporcionada por el mismo gobierno, solicitando una investigación al estado, como deber del mismo, al ser parte de dicha Organización Mundial.
La ONU deploró los sucesos, aseverando que el mismo representa un patrón alarmante de la situación que se vive en las cárceles venezolanas, responsabilizando a los funcionarios de las muertes y al estado por mantener a los reclusos "totalmente hacinados y la mayoría encerrados, esperando por juicios durante mucho tiempo".

## Resultados de la requisa
Durante una rueda de prensa la ministra informó que los resultados de la requisa fueron:
- 106 armas de fuego de las cuales 27 eran revólveres, 5 escopetas, 62 pistolas, 4 subametralladoras, 8 fusiles, 4 chopos, 12 granadas, 108 cargadores para pistola, 2 cargadores para escopeta, 12 bombas lacrimógenas y una corredera para pistola.

- Se decomisó un total de 8.560 municiones de distintos calibres.

- Gran cantidad de dispositivos móviles

También trascendió la información de que, dentro del penal, habría múltiples conductos subterráneos cavados por los privados de libertad. El penal era manejado por nueve "pranes" los cuales controlaban el dinero, las armas, y tenían servicios privados como televisión satelital e Internet.